# 武蔵野市立第四中学校
武蔵野市立第四中学校（むさしのしりつだいよんちゅうがっこう）は、東京都武蔵野市にある公立中学校。1953年（昭和28年）創立。
教育目標は『進んで学習しよう』『力を合わせて働こう』『励まし合って身体を鍛えよう』の3つである。

## 学校概要
学校所在地はかつて第二次世界大戦中に中島飛行機青年学校が所在していた場所であり、同学校の旧校舎を改修して開校した。その後、特別支援学級（群咲学級、いぶき学級）の設置、体育館やプールの増設、木造から鉄筋への校舎改築 などを経て、現在に至る。
主に毎年、近隣小学校3校のうち、大野田小学校、千川小学校からはほぼ全ての卒業生が、第四小学校からは通学域の大よそ西半分に居住する卒業生が、本校に進学している。
校章デザインはケヤキの葉がモチーフとなっており、間に「中」の字が入る。

### 学校データ
（2022年時点）
- 住所：東京都武蔵野市吉祥寺北町5丁目11番地41
- 設立年月日：1953年（昭和28年）3月1日
- 学校長（19代目・2022年（令和4年）4月～）：若槻善隆（わかつき　よしたか）
- 教職員数(学校医含む)：68名

#### 学級数
- 通常学級：12クラス（1年：4クラス、2年：4クラス、3年：4クラス）
- 群咲学級[2]：3クラス（1年：1クラス、2年：1クラス、3年：1クラス）
- いぶき学級[3]：1クラス（2年：1クラス）

総学級数：16学級

#### 生徒数
（2022年時点）
- 1年：144人（男子87人、女子73人）
- 2年：136人（男子84人、女子64人）
- 3年：135人（男子80人、女子78人）
- 群咲学級：29人（男子20人、女子9人）
- いぶき学級：2人（女子2人）

総生徒数：497人

## 沿革
- 1953年（昭和28年）3月1日　学校設立。川崎庸三が初代校長として着任。
- 1953年（昭和28年）4月7日　第1回入学式。
- 1953年（昭和28年）4月18日　第1期改修工事が完成。
- 1953年（昭和28年）4月20日　校章制定
- 1953年（昭和28年）6月6日　開校式典が開かれる。
- 1953年（昭和28年）10月5日　校旗樹立式
- 1955年（昭和30年）3月14日　第1回卒業式。卒業生144名。
- 1956年（昭和31年）6月8日　群咲学級（特別支援学級）を新設。
- 1958年（昭和33年）2月15日　校歌制定
- 1960年（昭和35年）4月1日　体育館が完成。
- 1967年（昭和42年）6月10日　プールが完成。
- 1971年（昭和46年）2月　体育館で火災。
- 1975年（昭和50年）11月7日　新校舎が完成。鉄筋地上4階・地下1階建て、ほぼ現在と同じ規模となる。
- 1977年（昭和52年）4月1日　いぶき学級（特別支援学級）中学部を新設。
- 1990年（平成2年）10月　旧体育館、10月8日の生徒会総会を最後に、30年半の歴史に幕。翌日から体育館・プールとも改築のため解体工事に入る。[4]
- 1992年（平成4年）10月17日　新体育館・プールが完成、竣工記念式典が開かれる。
- 2011年（平成23年）8月31日　空調設備工事完了。
- 2012年（平成24年）10月14日　校舎棟エレベーター工事完了。
- 2016年（平成28年）3月31日　屋上ソーラーパネル工事完了
- 2016年（平成28年）9月1日　電子黒板設置工事完了。
- 2017年（平成29年）4月7日　平成29・30年度東京都スーパーアクティブスクール校指定。
- 2019年（令和元年）11月　体育館空調設備工事完了。
- 2020年（令和2年）3月～5月　新型コロナウイルス感染症対策による臨時休校。
- 2023年（令和5年）11月　開港70周年記念式典。

## 歴代校長
（※カッコ内は在任期間）
- 初代：川崎庸三（1953.3-1960.3）
- 第2代：山崎雄三郎（1960.4-1965.3）
- 第3代：小山喜平（1965.4-1969.3）
- 第4代：立和名鼎（1969.4-1971.3）
- 第5代：田中好政（1971.4-1974.3）
- 第6代：今井三郎（1974.4-1977.3）
- 第7代：南雲治政（1977.4-1980.3）
- 第8代：山本進（1980.4-1983.3）
- 第9代：中野目直明（1983.4-1986.3）
- 第10代：酒井和男（1986.4-1990.3）
- 第11代：貝守玄三（1990.4-1993.3）
- 第12代：吉田欣二（1993.4-1996.3）
- 第13代：宇津木順一（1996.4-1999.3）
- 第14代：松澤茂久（1999.4-2003.3）
- 第15代：熊沢直孝（2003.4-2007.3）
- 第16代：熊井重彰（2007.4-2012.3）
- 第17代：大町洋（2012.4-2016.3）
- 第18代：竹山正弘（2016.4-2022.3）
- 第19代：若槻善隆（2022.4-2024.3）
- 第20代：喜連寛武（2024.4-）

## 校内施設
- 校舎
地上4階、地下1階建て。
1階と2階に3年教室、3階に2年教室、4階に1年教室などを配置。2階に職員室がある。
普通教室は全室冷暖房エアコン完備。
- 体育館
現在の体育館は1992年（平成4年）に完成。地下3階、地下2階建て、述床面積5,370.9m2。
地下2階に武道場が設置されており、主にバドミントン部や卓球部の活動に使用されている。
3階には和室と小さな日本庭園もある。
2019年の秋頃、体育館内に冷暖房の設備が設置された。
- 温水プール
日本の中学校では珍しいドーム型のプール。夏季には水泳の授業および講習で使うほか、市営プールが水泳大会およびメンテナンス休業時に市民に一般開放される。
- コンピュータ室
主にコンピュータ部の生徒が中心となり、高齢者向けのパソコン教室も定期的に行っている。
- 校庭　
校庭の広さは約7828.84m2。サッカーコートが1面とれ、バスケのゴールも設置されている広々とした校庭。
- テニスコート
テニスコートが2面あり、ソフトテニス部が利用している。また、市民への開放も行われている

## 著名な卒業生
- 土田よしこ（漫画家）
- 桐野夏生（作家）
- 邑上守正（政治家、第5代武蔵野市長）
- 小池晃（医師・政治家、日本共産党中央委員会書記局長）
- 原日出子（女優）
- 岸谷五朗（俳優・演出家）
- 奥寺健（アナウンサー、フジテレビ）
- 箕輪はるか（お笑い芸人、ハリセンボン）
- 茂木圭次郎（陸上長距離選手、旭化成所属）

## 交通アクセス
- 三鷹駅（JR中央線）下車
  - 北口より関東バス[5]「市営プール前」バス停下車徒歩約3分
- 武蔵関駅（西武新宿線）下車
  - 南口より関東バス[6]「市営プール前」バス停下車徒歩約3分

## 学校周辺
- 武蔵野市役所
- 武蔵野総合体育館
- 武蔵野陸上競技場
- 武蔵野市営プール
- 武蔵野軟式野球場
- 武蔵野庭球場
- むさしのエコreゾート
- 武蔵野市クリーンセンター
- むさしの市民公園
- 武蔵野中央公園
- 武蔵野緑町パークタウン
- 吉祥寺保育園
- 大野田小学校 - 毎年、同校卒業生の多くがそのまま本校に進学している。
- けやきコミュニティセンター
- 武蔵野陽和会病院
- 味の民芸吉祥寺北町店

## 武蔵野市内のその他の公立中学校
- 武蔵野市立第一中学校（中町）
- 武蔵野市立第二中学校（桜堤）
- 武蔵野市立第三中学校（吉祥寺東町）
- 武蔵野市立第五中学校（関前）
- 武蔵野市立第六中学校（境）